# Eric Trump
Eric Frederick Trump  (1984 . január 6.)  amerikai üzletember, aktivista és egykori reality televíziós műsorvezető. Donald Trump és Ivana Trump harmadik gyermeke és második fia.

## Pályafutása
Az apja vállalkozásának, a Trump Organizationnak egyik ügyvezető alelnöke, bátyja, Donald Jr. mellett vezeti. 

## Magánélete
2014-ben  vette feleségül Lara Lea Yunaskát. A pár első gyermeke, Eric "Luke" 2017-ben, lányuk, Carolina Dorothy 2019-ben született.
2021-ben 3,2 millió dollárért ingatlant vásárolt a floridai Jupiterben és hivatalos tartózkodási helyét New Yorkról Floridába cserélte.